# Chaplin & Co
Chaplin & Co (no Brasil e em Portugal: Chaplin) é uma animação franco-indiana-britanica com 104 episódios de 7 minutos produzida em 2010 pela Method Animation, Mk2 e  DQ Entertainment em HD e 3D. A série estreou na França pelo canal France 3 em 31 de dezembro de 2011, mais de 62 países já compraram os direitos de transmissão da série, atualmente ela é exibida no Brasil pelo canal Gloob. Em Portugal, foi exibido pelo canais SIC K e RTP2.

## Sinopse
Tímido, desajeitado e comovente, o desenho retrata a vida de Carlito, o personagem mais conhecido de Charlie Chaplin, Carlito é um pequeno homem todo vestido de preto, usando bigode e chapéu-coco, que nunca se separa de sua bengala.  Chaplin só tem um objetivo na vida: ajudar os outros.

## Sobre o projeto
O projeto custou 8 milhões de euros (cerca de 20 milhões de reais) No total, foram produzidos 104 episódios de seis entre 7 minutos cada. Sem nenhum diálogo, os episódios foram baseados em situações presentes em 70 filmes estrelados pelo ator inglês mundialmente conhecido Charlie Chaplin. Segundo os produtores, a pré-venda do projeto teve muito êxito, emissoras da França, Alemanha, Grã-Bretanha, Suíça, Índia e Austrália já haviam demostrado interesse e a verba necessária para iniciar a produção já está quase toda arrecadada antes mesmo do inicio da produção. Estima-se que o primeiro ciclo de vendas resultou em um lucro em torno de 45 milhões de dólares.